# Ikamiut Helistop
Ikamiut Helistop (IATA: , ICAO: BGIT) er en grønlandsk flyveplads beliggende i Ikamiut med et græslandingsområde på 20 m x 30 m. I 2008 var der 87 afrejsende passagerer fra flyvepladsen fordelt på 42 starter (gennemsnitligt 2,07 passagerer pr. start).
Ikamiut Helistop drives af Mittarfeqarfiit, Grønlands Lufthavnsvæsen. Statens Luftfartsvæsen fører tilsyn med flyvepladsen.

## Eksterne links
- AIP for BGIT fra Statens Luftfartsvæsen Arkiveret 24. februar 2012 hos  Wayback Machine